# Крокодилов сторож
Крокоди́лов сто́рож, или еги́петский бегуно́к (лат. Pluvianus aegyptius) — птица из отряда ржанкообразных. Единственный представитель семейства Pluvianidae. Подвидов не выделяют.

## Происхождение названия
Со времён Геродота, Плиния и Плутарха существовала легенда, приписывающая этой птице симбиотические отношения с крокодилами — якобы она выковыривает остатки пищи и пиявок из их зубов и криками предупреждает рептилий об опасности. На самом деле, не существует никаких документальных подтверждений этой легенды. Сами же крокодилы в такой «чистке» зубов не нуждаются вовсе. Наблюдения этих и некоторых других насекомоядных птиц вблизи лежащих на берегу с раскрытой пастью крокодилов связаны с ловлей ими падальных мух, слетающихся на ошмётки мяса, оставшиеся на морде и в пасти этих рептилий.

## Описание
Длина тела 19—21 см, крыла 12,5—14 см. Голова, зашеек и спина чёрные, от клюва над глазами к затылку проходят продольные белые полосы, горло белое. Грудь, передняя часть шеи и брюшко охристо-рыжие, поперёк груди чёрная полоса в виде ожерелья, обрамлённая узкими белыми полосами. Крылья голубовато-серые, в полёте особенно контрастируют с чёрной спиной и головой. Клюв тёмный, ноги голубовато-серые. Птицы обоих полов окрашены сходно.
Очень подвижны и крикливы. Голос — высокие отрывистые звуки «кррр-кррр-кррр».

## Ареал и места обитания
Распространён в Западной и Центральной Африке, залетает в Северную (Египет, Ливия) и Восточную (Кения, Бурунди) Африку. Обитает в срединных зонах больших низинных тропических рек с участками песка и гравия на отмелях и островах, которые используются для гнездования. Лесных районов обычно избегает.
Общая площадь ареала составляет почти 6 млн км². Общая численность примерно оценивается в 15000 — 57000 половозрелых особей.

## Образ жизни
Питается преимущественно насекомыми (водяными и наземными личинками и имаго, но особенно мелкими двукрылыми), а также червями, моллюсками, семенами растений.
Севернее экватора размножаются с января по апрель-май, когда уровень воды в реках самый низкий (о периоде размножения на юге ареала данных нет). Гнездятся на открытых песчаных отмелях в руслах рек. Гнездовых колоний не образуют, пары птиц гнездятся уединённо. В кладке 2 или 3 яйца. Гнездо представляет собой ямку в песке глубиной 5—7 см, в котором яйца развиваются будучи закопанными в тёплый песок. Для охлаждения яиц родители садятся на них, смочив перед этим брюшко водой. Перед тем как покинуть гнездо птицы разравнивают песок. Будучи напуганными делают это поспешно. Птенцы выводкового типа. Взрослые охлаждают птенцов таким же способом, как и яйца. При этом птенцы могут пить воду из перьев на брюхе родителей. В случае опасности птенцы бегут к ближайшей ямке в песке и там прячутся (часто таким укрытием служат вмятины от ног бегемотов), а взрослые быстро засыпают их песком, накидывая его клювом.
Оседлый вид, но совершают местные нерегулярные кочёвки в зависимости от изменения уровня воды в реках. Часто кочуют стаями вплоть до 60 особей. В негнездовой период обычно наблюдаются парами или небольшыми группами.
|  |  |  |